# Tomoplagia voluta
Tomoplagia voluta är en tvåvingeart som beskrevs av Prado, Norrbom och Lewinsohn 2004. Tomoplagia voluta ingår i släktet Tomoplagia och familjen borrflugor. Inga underarter finns listade i Catalogue of Life.